# 趙柔 (元朝)
赵柔（12世纪—1236年），金朝涞水（今河北省保定市涞水县）人。
赵柔有胆略，善骑射，好施与。金朝末期，聚众据守西山，与刘伯元、蔡友资、李纯等聚众数千，作为首领。1213年，在成吉思汗铁木真破紫荆关时，率众降附。蒙古授他为涿、易二州长官，带金符。1226年群盗并起时，降招降啸聚之众，因功任真定涿等路兵马都元帅，兼银冶总管，带金虎符。1230年窝阔台命他兼管諸处打捕总管，1236年，加金紫光禄大夫。不久去世。至順元年（1330年）追封天水郡公，谥号庄靖。

## 子孙
- 子：赵守赟
  - 孙：赵谦，袭打捕鹰房总管
  - 孙：赵晟
- 子：赵守信
  - 孙：赵简，洺水尹，赠荣禄大夫、柱国、魏国公，谥忠宪
    - 曾孫：趙世安，官至荣禄大夫及江西行省左丞，中书平章政事
- 子：赵守纯
  - 孙：赵千闾，提领打捕鹰房总管
- 子：赵守政
  - 孙：赵允，保定总管府通判
  - 孙：赵密，大名打捕鹰房府总管

## 延伸阅读
[在维基数据编辑]
 《元史/卷152》，出自宋濂《元史》